# Sonia Fernández-Vidal
Sonia Fernández-Vidal (Barcelona, 8 de març de 1978) és una científica i escriptora catalana.
Doctora en Òptica i Informació Quàntica per la Universitat Autònoma de Barcelona, va contribuir l'any 2003, a través del CERN, en el projecte LHC. L'any 2005 va viatjar a Laboratori Nacional Los Alamos i va col·laborar amb la divisió teòrica del laboratori en un projecte sobre la decoherència i la informació quàntica. També va contribuir l'any 2006 en un projecte europeu sobre computació quàntica escalable amb llum i àtoms a través de l'Institut de Ciències Fotòniques ICFO.
A partir de 2009 va treballar com a docent i investigadora a la Universitat Autònoma de Barcelona i és autora de llibres de divulgació científica per a persones no especialitzades.
És autora del llibre La porta dels tres panys, una novel·la de divulgació científica destinada al públic infantil i adult. Se n'han fet 14 edicions entre castellà i català i s'han venut els drets a 11 idiomes. El seu segon llibre, Quantic love, ja supera els 40.000 exemplars. El tercer llibre, Esmorzar amb Partícules (2013), aborda la mecànica quàntica d'una manera amena i accessible per a tots els públics. El llibre està escrit en col·laboració amb el periodista Francesc Miralles. El 2015, en col·laboració amb la il·lustradora Pilarín Bayés va publicar L'Univers a la mà (2015), dedicat al públic infantil. El 2017 publicà la segona part de la trilogia de La porta dels tres panys (la senda de les quatre forces), i el 2019 la tercera: Els cinc regnes eterns.
A banda d'escriure, Sonia Fernández-Vidal és directora d'innovació i estratègia a Gauss & Neumann (antigua Clacktion) i conferenciant habitual d'empresa sobre com convertir les organitzacions en laboratoris d'investigació. El 2017, Fernandez-Vidal va ser escollida com una de les persones més creatives del món per la revista nord-americana Forbes.

## Llibres
- La porta dels tres panys (Lluna Roja, 2011), amb més de 50.000 exemplars venuts[6][7]
- Quàntic Love (La Galera, 2012)[8]
- Esmorzar amb Partícules (Rosa dels Vents, 2013)
- L'univers a la mà (La Galera, 2015)[9]
- La porta dels tres panys, la senda de les quatre forces (Estrella Polar, 2017)
- La porta dels tres panys, els cinc regnes eterns (estrella polar, 2019)